# Lurus
Lurus (Indonesisch: Gunung Lurus) is een complexe vulkaan op het Indonesische eiland Java in de provincie Oost-Java.